# Marcelo Ramal
Marcelo Armando Ramal (Ciudad de Buenos Aires; 13 de octubre de 1954) es un economista, profesor universitario y político trotskista argentino. Se desempeña como docente en las Universidades Nacionales de Buenos Aires y Quilmes. 
Es columnista regular de Política Obrera en temas vinculados a la Ciudad de Buenos Aires. También ha publicado columnas de opinión en Pagina 12, Infobae y es regularmente consultado por varios medios de comunicación sobre el presupuesto, la cuestión urbana y la vivienda social en la Ciudad.
En 2007, fue candidato a Jefe de Gobierno porteño. También fue primer candidato a legislador por el Partido Obrero.
En las elecciones legislativas de 2013 resultó elegido legislador de la Ciudad de Buenos Aires, cargo que fue revalidado en las elecciones de 2015. 
Durante la crisis interna del PO en 2019 fue de los dirigentes partidarios que confrontaron posiciones con la mayoría del Comité Central, lo que finalmente lo colocó como dirigente de la tendencia que fundó dentro del Partido como resultado de dicha crisis. En el mismo año fue expulsado del PO formando posteriormente el partido Política Obrera.
Fue precandidato a presidente de la Nación por el partido Política Obrera en las elecciones presidenciales de Argentina de 2023.

## Biografía
Comenzó con la actividad política a los 15 años, vinculado al peronismo de izquierda. Se alejó definitivamente de éste tras los sucesos de la masacre de Ezeiza, al concluir que "el regreso de Perón era parte de una operación contra el desarrollo de una izquierda luchadora, clasista, que nacía desde el Cordobazo".
Para esa época ya mantenía discusiones con el grupo Política Obrera (organización antecesora del Partido Obrero). Como estudiante de la Facultad de Ciencias Económicas integraba la comisión directiva del Centro de Estudiantes de Ciencias Económicas. Continuó su militancia una vez iniciada la dictadura de 1976 en forma clandestina, colaborando también en esa época con las organizaciones de derechos humanos donde forma un estrecho vínculo con Catalina Guagnini.
Entre 2000 y 2003, fue Secretario Parlamentario del bloque del Partido Obrero en la Legislatura de la Ciudad. En ese carácter, colaboró con el diputado Jorge Altamira en el desarrollo de sus principales iniciativas legislativas: proyecto de salario mínimo, de reducción de la jornada laboral del subte a 6 horas, de urbanización de villas en la Ciudad y otros.
Ramal ha participado activamente en los movimientos de lucha contra la expulsión de los trabajadores de la Ciudad. En febrero de 2003, durante el gobierno de Aníbal Ibarra, fue detenido y golpeado mientras acompañaba la resistencia de 24 familias contra el desalojo del ex Padelai; al tiempo que reclamaba que se reconozcan los derechos de propiedad de esas familias sobre el predio. Desde la asunción de Mauricio Macri, Ramal denunció y encabezó movilizaciones contra la política de desalojos, la liquidación del instituto de vivienda la Ciudad, el desguace del sistema sanitario y la privatización del Teatro Colón por parte del "gobierno PRO".

### Actividad docente
Ramal es Profesor Adjunto de la materia Organización Industrial en la Facultad de Ciencias Económicas de la Universidad de Buenos Aires. Allí, partiendo de un enfoque marxista desarrolla una revisión de otras teorías económicas.
En el año 2008, Ramal sufrió un intento de anulación del cargo que había obtenido mediante concurso de oposición, aunque tras la movilización de estudiantes y docentes de la Casa de Estudios el intento fue frenado.
En diciembre de 2001, fue cesanteado de la Universidad Nacional de Quilmes. Dos años después, la comunidad docente y estudiantil de esa Universidad exigió la renuncia de las autoridades que lo habían despedido. Ramal fue entonces reincorporado y poco después concursó su cargo.[cita requerida] Actualmente, es secretario Adjunto del Sindicato Docente de la UNQ, y Congresal de la CONADU Histórica por la Lista Naranja.

### Actividad legislativa
En la elecciones de 2013 la lista de legisladores porteños del Frente de Izquierda y de los Trabajadores, encabezada por Ramal, obtuvo 91.313 votos (4,96%) cantidad suficiente para consagrarlo para el cargo.
El cargo sería rotativo entre los tres partidos que componen el Frente según el acuerdo previo y la concepción del Estado de ese agrupamiento. De manera que Ramal ocuparía la banca por los primeros dos años.
Antes de asumir, sostuvo sobre su función legislativa:

Desarrollaremos una delimitación implacable respecto de esta política de entrega del patrimonio de la Ciudad al capital financiero e inmobiliario. Levantaremos la agenda de las aspiraciones populares; tenemos iniciativas contra la precarización laboral, por la defensa de la salud y el hospital público y por la vivienda popular, entre otras.

El 20 de noviembre de 2013 Ramal presentó una denuncia penal contra el oficialismo porteño (PRO) y los principales bloques opositores en la Legislatura por la posible comisión de cohecho y tráfico de influencias. La presentación se sostiene en el acuerdo establecido entre estos bloques políticos y que implica el intercambio de votos favorables a un paquete de leyes relacionadas con la utilización del suelo urbano para fines inmobiliarios y la designación de estos diputados en diferentes organismo públicos una vez que haya vencido su mandato.
El denunciante explicó que el paquete de leyes "implica la más grande privatización de tierras de la que se tenga memoria en la Ciudad". La cual incluye la habilitación -favorable al grupo IRSA- de megashoppings en los barrios de Palermo y Caballito, así como también la construcción de megatorres en el barrio de Puerto Madero.
El acuerdo implica el otorgamiento de cargos de control en la Defensoría del Pueblo de la Ciudad a integrantes de los bloques opositores a cambio de votos en la última sesión del año 2013. Deja a cargo de la Defensoría a Alejandro Amor (FPV) y otorga posiciones en el organismo a Claudio Presman (UCR), María América González (Buenos Aires para Todos-Camino Popular), Delia Bisutti (Nuevo Encuentro), Julio Raffo (Proyecto Sur) y María Rachid (FPV).
El 3 de diciembre de 2013, Ramal juró su cargo añadiendo a la fórmula tradicional a "la clase obrera, Mariano Ferreyra y los pibes de Cromañón".
Durante la ola de calor que azotó a la Ciudad a fines de 2013, Ramal redactó un proyecto de ley que declaraba la emergencia eléctrica en la Ciudad. De esta manera se preveía la creación de un comité de emergencia, integrado por representantes de los bloques con representación legislativa, trabajadores y técnico de las empresas de distribución eléctrica y académicos de la Facultad de Ingeniería de la Universidad de Buenos Aires. Este comité tendría la función de dirigir los trabajos necesarios para el restablecimiento energético en las zonas donde fue interrumpido, incorporando para ello a todos los trabajadores electricistas matriculados a las plantillas de las empresas distribuidoras en cuadrillas a razón de cuatro por comuna, también contempla la restitución temporal del servicio eléctrico con la disposición de 100 grupos electrógenos por comuna de la Ciudad. Todo este operativo debería ser financiado con un impuesto especial a las casas de juego radicadas en la Ciudad y aguas circundantes que en la actualidad gozan de importantes exenciones impositivas.
En 2014 denunció que un legislador PRO lo amenazó con "mandarle los barrabravas" como así también al legislador del PRO Quattromano, por amenazas de muerte en plena sesión de la Legislatura; luego de que Ramal denunciara que los barras bravas actúan junto con el PRO. Cristian Ritondo, entonces presidente del bloque macrista justificó el accionar. Causando una controversia ya que Ritondo esta relacionados con la Barra Brava del Club Nueva Chicago (anteriormente el Gobierno de la Ciudad le había condonado una deuda al club por gestión de Ritondo).
Ramal elaboró un proyecto de ley para que los enfermeros de la Ciudad tengan una jornada laboral de seis horas y un salario igual a la canasta familiar, estimada en ARS 11.000. Mientras tanto en la actualidad trabajan en jornadas de 10 o 12 horas, con salario básico de ARS 1.800. Según el legislador "la concreción de este proyecto será la punta de lanza para la reconstrucción integral del hospital público, a partir del rescate de los derechos de quienes lo construyen cotidianamente".
Este proyecto fue parte del programa DEMOS, una iniciativa para captar la opinión ciudadana a través de Internet. El proyecto de reducción horaria para enfermeros redactado por Ramal fue el más votado por ciudadanía en la encuesta.
Asimismo, presentó dos proyectos de ley sobre violencia contra la mujer, hecho que tomó repercusión en el país sobre todo después de la gran movilización conocida como #NiUnaMenos. Uno de estos proyectos contempla el otorgamiento de licencias en el ámbito laboral y el otro se refiere a la creación de Centros Integrales de la Mujer en las comunas de la Ciudad conformados por psicólogas, trabajadoras sociales y abogadas a fin de brindar contención, atención y asesoramiento a las mujeres víctimas de violencia.

## Posiciones políticas
Además de cuestiones económicas Ramal desarrolla su actividad política, principalmente, en torno a temáticas referidas a la Ciudad de Buenos Aires. Tiene una posición opositora tanto al macrismo como al kirchnerismo a quienes denuncia de mantener un acuerdo político. En particular, en lo referido a la utilización del suelo urbano para emprendimiento inmobiliarios y la transferencia del Subterráneo de la administración federal a la porteña.
En relación con la cuestión de la vivienda y el uso de la tierra Ramal sostiene que:

el destino de las tierras de Lugano y Soldati debe ser resuelto por la deliberación popular de quienes trabajan y viven en la Comuna 8. Esa agenda pasa por la urbanización de la Villa 20, la reconstrucción de los complejos habitacionales y de un verdadero hospital en Lugano.

Mientras que sobre el subterráneo y sus tarifas sostiene que:

Macri y los K salen al rescate de una concesión en ruinas, que se manifiesta en el hacinamiento de los usuarios y el ataque contra los trabajadores. (...) Rechazamos el tarifazo del gobierno PRO y los que prepara el Gobierno nacional; que se abran los libros de las empresas concesionarias, para que la ciudadanía pueda determinar cómo son usados los ingresos y las ganancias que produce el conjunto de los servicios de transporte y energía.

### Artículos y escritos
- Artículos en Prensa Obrera
- Artículos de opinión en Infobae
- Artículos en Política Obrera

- Datos: Q5995900
- Multimedia: Marcelo Ramal / Q5995900